# James MacCullagh
James MacCullagh   (Lower Landahussy, 1809 - Dublín, 24 d'octubre de 1847) fou un matemàtic i físic nord-irlandès.

## Vida i Obra
Fill d'una família de grangers, era el més gran de dotze germans, dels quals quatre van morir molt joves. Va estudiar a l'escola de Lifford (comtat de Donegal), on va destacar en matemàtiques.
El 1824, amb només quinze anys, va ser admès al Trinity College (Dublín). L'any següent va ser acceptat com a becari, i ja va residir al College fins a la seva mort. El 1829 es va graduar i els anys següents va competir per un lloc docent, sense èxit, fins al seu tercer intent el 1832. El 1833 va ser escollit membre de la Reial Acadèmia d'Irlanda i el 1835 va ser nomenat catedràtic de matemàtiques del Trinity. L'any 1843 va passar a ser catedràtic de filosofia natural i experimental, al mateix temps que era escollit fellow de la Royal Society.
El 1847, durant la Gran Fam Irlandesa i després de la caiguda del govern de Robert Peel, va optar per ocupar un lloc a la cambra de representants, però no ho va aconseguir. Uns mesos després es va llevar la vida tallant-se el coll a les seves habitacions del Trinity, sense que els motius hagin estat mai del tot clars.
La majoria dels treballs i recerques de MacCullagh van ser sobre la teoria de la llum, sempre des de la perspectiva de la teoria ondulatòria, desenvolupant un marc general que va denominar "teoria dinàmica".
Durant la seva curta vida va escriure quaranta-un articles, molts sobre teoria de la llum, però també sobre geometria, sobre l'atracció dels esferoides i el·lipsoides, sobre la rotació dels sòlids, etc.